# Premio Otras Voces, Otros Ámbitos
El Premio Otras Voces, Otros Ámbitos es un premio literario español, otorgado por Ámbito Cultural de El Corte Inglés y Hotel Kafka que recompensa obras literarias escritas en español y publicadas en España. Hasta 2012 sólo se premiaban aquellas obras que no habían superado las 3.000 ventas durante el año anterior, en 2013 se redujo esta cifra a los 1.000 ejemplares.
El jurado está compuesto por una amplia representación de editores, escritores, libreros, críticos, periodistas y lectores profesionales.

## Lista de ganadores
| Año  | Obra                     | Autor                   | País      |
| 2009 | Los trabajos del reino   | Yuri Herrera            | México    |
| 2010 | Las primas               | Aurora Venturini        | Argentina |
| 2011 | Habitación doble         | Luis Magrinyà           | España    |
| 2012 | Padres, hijos y primates | Jon Bilbao              | España    |
| 2013 | El cielo árido           | Emiliano Monge          | México    |
| 2014 | Los estratos             | Juan Sebastián Cárdenas | Colombia  |